# Haydar Giray
Hayder Haidar o Haydar Giray (حيدر) (mort vers 1487) fou kan de Crimea el 1456. Era fill d'Hacı I Giray.
El 1456, amb el suport dels genovesos als que el seu pare havia imposat un tribut, i dels caps de les tribus, es va revoltar i va enderrocar al pare ocupant el poder. Però Hacı I Giray va reunir als lleials i alguns caps tribals li van donar suport i va fer una contrarevolució que en pocs mesos li va permetre reprendre el poder.
Més tard, en el regnat del seu germà Meñli I Giray, Hayder fou capturat i empresonat pels genovesos a la 
fortalesa de Soldaia. Després de la conquesta otomana de Crimea va fugir a Kíev soto domini polonès i el 1479 es va traslladar a Moscou sota protecció del gran príncep Ivan III de Moscou que al cap d'un temps el va desterrar a les terres del nord de Moscòvia per raons desconegudes.
Va morir vers 1487 a Beloozero, al territori de l'actual província de Vologda.
| Precedit per: Hacı I Giray | Kan de Crimea 1456 | Succeït per: Hacı I Giray |